# Дробышев, Борис Фёдорович
 Борис Фёдорович Дробышев (1926—1993) — советский хозяйственный, государственный и политический деятель.

## Биография
Родился в 1926 году. Член КПСС с 1954 года.
С 1950 года — на хозяйственной, общественной и политической работе. В 1950—1991 гг. — технолог, старший технолог, начальник технологического бюро цеха на машиностроительном заводе в Куйбышеве, инструкторв, заместитель заведующего промтранспортным отделом Куйбышевского горкома КПСС, заместитель секретаря парткома, секретарь парткома Куйбышевского авиационного завода, заведующий промышленно-транспортным отделом, первый секретарь Куйбышевского горкома КПСС, председатель Куйбышевского областного совета профессиональных союзов.
Избирался депутатом Верховного Совета РСФСР 9-го созыва.
Делегат XXIV, XXV, XXVI и XXVII съездов КПСС, а также XIX Всесоюзной партийной конференции.
Проживал в Самаре в историческом здании по адресу Фрунзе, 179.